# Vuelta a Asturias 2012
La 56.ª edición de la Vuelta a Asturias (oficialmente: Vuelta Asturias Julio Álvarez Mendo) se disputó entre el 27 y el 29 de abril de 2012, con un recorrido de 407 km divididos en 4 etapas (con un doble sector), con inicio en Oviedo y final en el Alto del Naranco.
Debido a una reducción del presupuesto la carrera pasó de 5 a 3 días, sin embargo mantuvo, como viene siendo habitual desde la creación de los Circuitos Continentales UCI en 2005, su categoría 2.1 dentro del UCI Europe Tour 2011-2012.
Participaron 15 equipos. Los 2 equipos españoles de categoría UCI ProTeam (Movistar Team y Euskaltel-Euskadi); los 2 de categoría Profesional Continental (Andalucía y Caja Rural); los 2 de categoría Continental (Burgos BH-Castilla y León y Orbea Continental); y la selección de España. En cuanto a representación extranjera, estuvieron 8 equipos: el Profesional Continental francés del Cofidis, le Crédit en Ligne; y los equipos Continentales del Efapel-Glassdrive, EPM-UNE, Onda-Boavista, Carmin-Prio, Lokosphinx y Gios Deyser-Leon Kastro; y la Selección de Argentina. Formando así un pelotón de 110 ciclistas, con 8 corredores cada equipo (excepto la Selección Argentina que salió con 6), de los que acabaron 103.
El ganador final fue Beñat Intxausti (quien además se hizo con la clasificación de la regularidad). Le acompañaron en el podio David de la Cruz y Rémy Di Gregorio (vencedor de la última etapa), respectivamente.
En las clasificaciones secundarias se impusieron Walter Pedraza (montaña), Alexander Ryabkin (metas volantes) y Movistar (equipos).

## Etapas
| Etapa                   | Fecha       | Recorrido                                                                 | km       | Ganador          | Líder            |
| ----------------------- | ----------- | ------------------------------------------------------------------------- | -------- | ---------------- | ---------------- |
| 1.ª                     | 27 de abril | Oviedo-Gijón                                                              | 162,2    | Alejandro Marque | Alejandro Marque |
| 2.ª A                   | 28 de abril | Teverga (Parque de la Prehistoria)-Avilés (Centro Cultural Internacional) | 62,9     | Jesús Herrada    | Alejandro Marque |
| 2.ª B                   | 28 de abril | Piedras Blancas-Piedras Blancas                                           | 14 (CRI) | Ion Izagirre     | Alejandro Marque |
| 3.ª (Subida al Naranco) | 29 de abril | Lugones (Tartiere Auto)-Alto del Naranco                                  | 167,9    | Rémy Di Gregorio | Beñat Intxausti  |

## Clasificaciones finales

### Clasificación general
| Posición | Ciclista         | Equipo                      | Tiempo      |
| -------- | ---------------- | --------------------------- | ----------- |
|          | Beñat Intxausti  | Movistar                    | 10h 55' 53" |
| 2        | David de la Cruz | Caja Rural                  | + 36"       |
| 3        | Rémy Di Gregorio | Cofidis, le Crédit en Ligne | + 42"       |
| 4        | David López      | Movistar                    | + 53"       |
| 5        | Alejandro Marque | Carmin-Prio                 | + 1' 08"    |
| 6        | Amets Txurruka   | Euskaltel-Euskadi           | + 1' 14"    |
| 7        | David Blanco     | Efapel-Glassdrive           | + 1' 39"    |
| 8        | Pablo Urtasun    | Euskaltel-Euskadi           | + 1' 41"    |
| 9        | Giovanni Báez    | EPM-UNE                     | + 1' 45"    |
| 10       | Pello Bilbao     | Euskaltel-Euskadi           | + 2' 16"    |

### Clasificación de la montaña
| Posición | Ciclista           | Equipo                      | Puntos |
| -------- | ------------------ | --------------------------- | ------ |
|          | Walter Pedraza     | EPM-UNE                     | 19     |
| 2        | Alejandro Marque   | Carmin-Prio                 | 12     |
| 3        | Salvador Guardiola | Gios Deyser-Leon Kastro     | 10     |
| 4        | Luis Ángel Mate    | Cofidis, le Crédit en Ligne | 9      |
| 5        | Nicolas Capdepuy   | Burgos BH-Castilla y León   | 8      |

### Clasificación de la regularidad
| Posición | Ciclista         | Equipo                      | Puntos |
| -------- | ---------------- | --------------------------- | ------ |
|          | Beñat Intxausti  | Movistar                    | 47     |
| 2        | Rémy Di Gregorio | Cofidis, le Crédit en Ligne | 42     |
| 3        | Alejandro Marque | Carmin-Prio                 | 39     |
| 4        | Pablo Urtasun    | Euskaltel-Euskadi           | 28     |
| 5        | David de la Cruz | Caja Rural                  | 26     |

### Clasificación de las metas volantes
| Posición | Ciclista          | Equipo      | Puntos |
| -------- | ----------------- | ----------- | ------ |
|          | Alexander Ryabkin | Caja Rural  | 7      |
| 2        | Marcos García     | Caja Rural  | 3      |
| 3        | Jesús Herrada     | Movistar    | 3      |
| 4        | Alejandro Marque  | Carmin-Prio | 3      |
| 5        | Samuel Caldeira   | Carmin-Prio | 3      |

### Clasificación por equipos
| Posición | Equipo                      | Tiempo      |
| -------- | --------------------------- | ----------- |
|          | Movistar                    | 32h 50' 43" |
| 2        | Euskaltel-Euskadi           | + 17"       |
| 3        | Cofidis, le Crédit en Ligne | + 1' 22"    |
| 4        | Caja Rural                  | + 2' 11"    |
| 5        | Carmin-Prio                 | + 2' 28"    |